# Wohn- und Wirtschaftsgebäude Heinrich-Schmidt-Barrien-Weg 1
Das alteWohn- und Wirtschaftsgebäude Heinrich-Schmidt-Barrien-Weg 1, Ecke Frankenburg, in der niedersächsischen Gemeinde Lilienthal-St. Jürgen im Landkreis Osterholz stammt aus der ersten Hälfte des 17. Jahrhunderts. Aktuell (2025) wird es zum Wohnen genutzt.
Das Gebäude steht unter Denkmalschutz (siehe auch Liste der Baudenkmale in Lilienthal).

## Geschichte und Beschreibung
Lilienthal geht auf die Gründung des Klosters Lilienthal im 13. Jahrhundert zurück. Der Ortsteil St. Jürgen liegt nordwestlich des Kerns von Lilienthal und stammt aus dem 12. Jahrhundert.
Das eingeschossige traufständige alte Gebäude als Zweiständer-Hallenhaus in Fachwerk mit weißgeschlämmten Steinausfachungen, reetgedecktem Krüppelwalmdach mit Schwalbenschwanzgauben, Uhlenloch und Grooter Door mit Korbbogen wurde 1621 (Inschrift) gebaut. Der Wirtschaftsgiebel mit Fußwinkelhölzern hat ein vorkragendes Dachgeschoss.
Das Landesdenkmalamt befand u. a.: „… gehört zu den ältesten Fachwerkbauten des Landkreises Osterholz …“